# Glossotrophia uberaria
Glossotrophia uberaria är en fjärilsart som beskrevs av Hans Zerny 1922. Glossotrophia uberaria ingår i släktet Glossotrophia och familjen mätare. Inga underarter finns listade i Catalogue of Life.